# Карло Ди Палма
Карло Ди Палма (на италиански: Carlo Di Palma) е италиански кинооператор.

## Биография
Карло ди Палма е роден на 17 април 1925 г. в Рим в бедно римско семейство. Майка му е продавачка на цветя на Испанските стъпала, а баща му – оператор на редица италиански филмови студия. В интервю малко преди смъртта си Ди Палма разказа за спомените си от детството си как наблюдава баща си в действие: „Бях в стаята или на мястото и гледах как работи баща ми. Бях очарован от цялото преживяване. Някои хора, които бяха на мястото, ми бяха приятни, бях много тих и наблюдателен, така че ме оставяха на снимачната площадка, много пъти гледах много различни режисьори“.
През своята карияра Ди Палма си сътрудничи с режисьорите Микеланджело Антониони, Уди Алън и други. Премества от Италия в САЩ през 1983 година.
Той печели Сребърна лента за най-добра кинематография четири пъти: през 1965 г. за „Червената пустиня“, през 1967 г. за „Армията Бранкалеоне“, през 1993 г., а през 1997 за „Могъщата Афродита“, както и за изключително постижение в европейско и световното кино награда през 2003 г.
През 80-те години Ди Палма се жени за Адриана Киеза, износителка на италиански филми. Тя се гриже за него при последното му заболяване.

## Избрана филмография
| година | филм                                   | оригинално заглавие             | режисьор               |
| ------ | -------------------------------------- | ------------------------------- | ---------------------- |
| 1958   | Предизвикателство                      | La sfida                        | Франческо Рози         |
| 1961   | Развод по италиански                   | Divorzio all'italiana           | Пиетро Джерми          |
| 1964   | Червената пустиня                      | Il deserto rosso                | Микеланджело Антониони |
| 1966   | Фотоувеличение                         | Blowup                          | Микеланджело Антониони |
| 1966   | Армията Бранкалеоне                    | L'armata Brancaleone            | Марио Моничели         |
| 1968   | Момичето с пистолета                   | La ragazza con la pistola       | Марио Моничели         |
| 1969   | Назначението                           | The Appointment                 | Сидни Лумет            |
| 1970   | Драма на ревността                     | Dramma della gel                | Еторе Скола            |
| 1970   | Двойки                                 | Le coppie                       | Марио Моничели         |
| 1970   | Пацифистката                           | La pacifista                    | Миклош Янчо            |
| 1971   | Ние жените сме направени по този начин | Noi donne siamo fatte così      | Дино Ризи              |
| 1971   | Заповедите са си заповеди              | Gli ordini sono ordini          | Франко Гиралди         |
| 1971   |                                        | La supertestimone               | Франко Гиралди         |
| 1978   | Обичам не обичам                       | Amo non amo                     | Армения Балдучи        |
| 1981   | Трагедията на шута                     | La tragedia di un uomo ridicolo | Бернардо Бертолучи     |
| 1981   | Идентификация на една жена             | Identificazione di una donna    | Микеланджело Антониони |
| 1983   | Завръщането на Черния жребец           | The return of Black Stallion    | Робърт Далва           |
| 1983   | Габриела                               | Gabriela                        | Бруно Барето           |
| 1986   | Хана и нейните сестри                  | Hannah and Her Sisters          | Уди Алън               |
| 1986   |                                        | Off Beat                        | Майкъл Динър           |
| 1987   | Радио дни                              | Radio Days                      | Уди Алън               |
| 1987   | Тайната на моя успех                   | The Secret of My Success        | Хърбърт Рос            |
| 1987   | Септември                              | September                       | Уди Алън               |
| 1990   | Алис                                   | Alice                           | Уди Алън               |
| 1991   | Сенки и мъгла                          | Shadows and Fog                 | Уди Алън               |
| 1992   | Съпрузи и съпруги                      | Husbands and Wives              | Уди Алън               |
| 1993   | Мистериозно убийство в Манхатън        | Manhattan Murder Mystery        | Уди Алън               |
| 1994   | Куршуми над Бродуей                    | Bullets over Broadway           | Уди Алън               |
| 1994   | Не пийте водата                        | Don't Drink the Water           | Уди Алън               |
| 1994   | Чудовище                               | Il mostro                       | Роберто Бенини         |
| 1995   | Могъщата Афродита                      | Mighty Aphrodite                | Уди Алън               |
| 1996   | Всеки казва обичам те                  | Everyone Says I Love You        | Уди Алън               |
| 1997   | Да разнищим Хари                       | Deconstructing Harry            | Уди Алън               |